# Platyhynna bdellostoma
Platyhynna bdellostoma är en insektsart som beskrevs av Berg 1879. Platyhynna bdellostoma ingår i släktet Platyhynna och familjen dvärgstritar. Inga underarter finns listade i Catalogue of Life.